# Manitu

Os ideogramas que representam o vocábulo "Manitu" em cree e ojíbua utilizando o alfabeto aborígene canadense

Os termos manitu, manitó e manitô representam, entre os índios algonquinos, uma espécie de força mágica pertencente não só aos seres vivos em geral, mas também aos fenômenos naturais. Algumas outras vezes, "Manitu" pode significar, também, uma entidade ou uma divindade segundo as crenças e religiões desses povos.

## Influência na toponímia
A palavra "Manitu" influenciou na formação do topônimo "Manitoba", que é o nome de uma das províncias canadenses.